# Zhang Xiaoyi
Zhang Xiaoyi, född 25 maj 1989, är en friidrottare från Kina. Han deltog vid olympiska sommarspelen 2012.